# Christoffel van Sichem

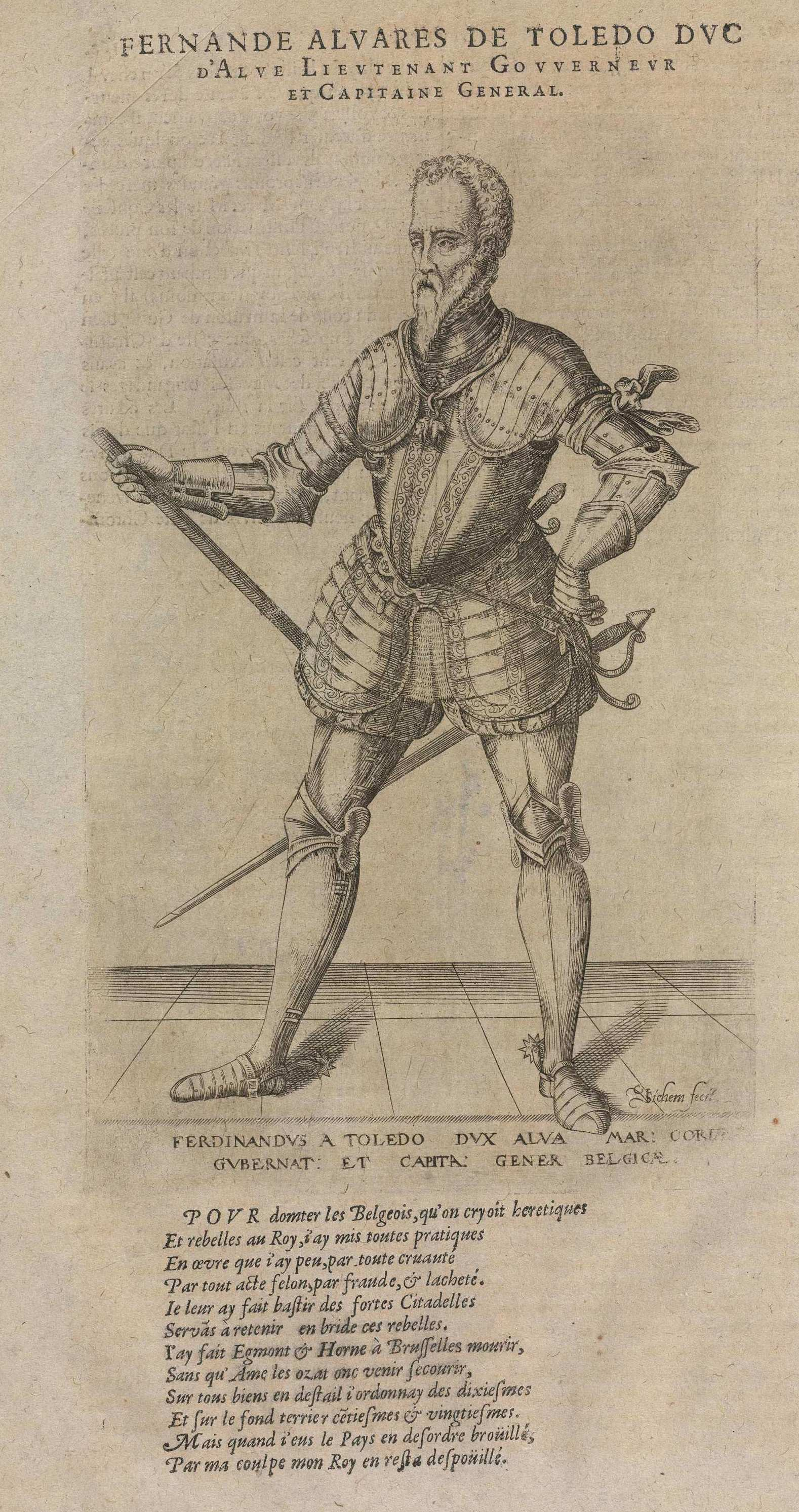
Fernande (sic) Alvares de Toledo duc d'Alve, Lieutenant, Govverneur et Capitaine general. Ilustración de La grande chronique ancienne et moderne de Hollande... de Jean-François Le Petit impresa en Dordrecht por Guillaume Guillemot, 1601. Biblioteca Nacional de España.

Christoffel van Sichem (Ámsterdam, c. 1546-1624) fue un grabador a buril y en madera y editor de los Países Bajos del Norte.

## Biografía
Discípulo del xilógrafo Jan Ewoustz en Ámsterdam entre 1555 y 1567, trabajó en Estrasburgo antes de establecerse en Basilea en 1570, donde residió hasta 1597. Un año más tarde se le localiza de vuelta en Ámsterdam y, con alguna interrupción pues en 1601 residía en Leiden, permaneció ya hasta su muerte en su ciudad natal, en la que fue enterrado el 23 de octubre de 1624.
Grabó en madera, una técnica en su tiempo poco empleada, y habitualmente por dibujo propio, series de retratos, entre ellos los de los más radicales líderes de la Reforma protestante, anabaptistas y menonitas, algunos de ellos basados en los modelos de Heinrich Aldegrever, junto con los retratos de Mahoma, Arrio o Miguel Servet. Suyos son también los retratos de cuerpo entero de los condes y gobernadores de Holanda, Frisia y Zelanda desde Teodorico de Aquitania hasta Isabel Clara Eugenia y el archiduque Alberto de Austria para La grande chronique ancienne et moderne de Hollande... de Jean-François Le Petit, impresa en Dordrecht en dos tomos, el primero a cargo de Jacob Canin y el segundo por Guillaume Guillemot, 1601. Dedicada a los Estados Generales de las Provincias Unidas, la obra tenía un marcado carácter de reivindicación nacional y en apoyo de la rebelión frente al poder español, de lo que son buena muestra los epigramas que acompañan a las figuras del segundo tomo, lo que podría explicar la importante difusión que tuvo la obra, al parecer, en su época, y la copia de sus grabados en la posterior A General Histoire of the Netherlands (Londres, 1608), así como en el Teatro Belgico de Gregorio Leti (Ámsterdam, 1690).
Abrió también planchas en madera por dibujos de Hendrick Goltzius (Joven tocando un salterio, Hombre con capa de pieles, 1607) y Jacob Matham (Busto de joven con sombrero de plumas), y editó sus propios grabados además de algunas de las obras de Jan Saenredam y el álbum Thronus Justitiae duodecim pulcherrimis tabulis artificiosissime aeri incisis illustratus de Willem Isaacsz. van Swanenburg, 1601.
Fue padre de Christoffel van Sichem II, nacido en Basilea en 1581 y fallecido en Ámsterdam en 1658, que aprendió la técnica del grabado en madera en el taller familiar y realizó gran número de estampas bíblicas y una serie completa de la vida de Jesús.